# Pedro Alonso Pérez
Pedro Alonso Pérez (Madrid, 27 de mayo de 1907-Vigo, 20 de abril de 1990) fue un arquitecto español, que trabajó en Galicia.

## Trayectoria

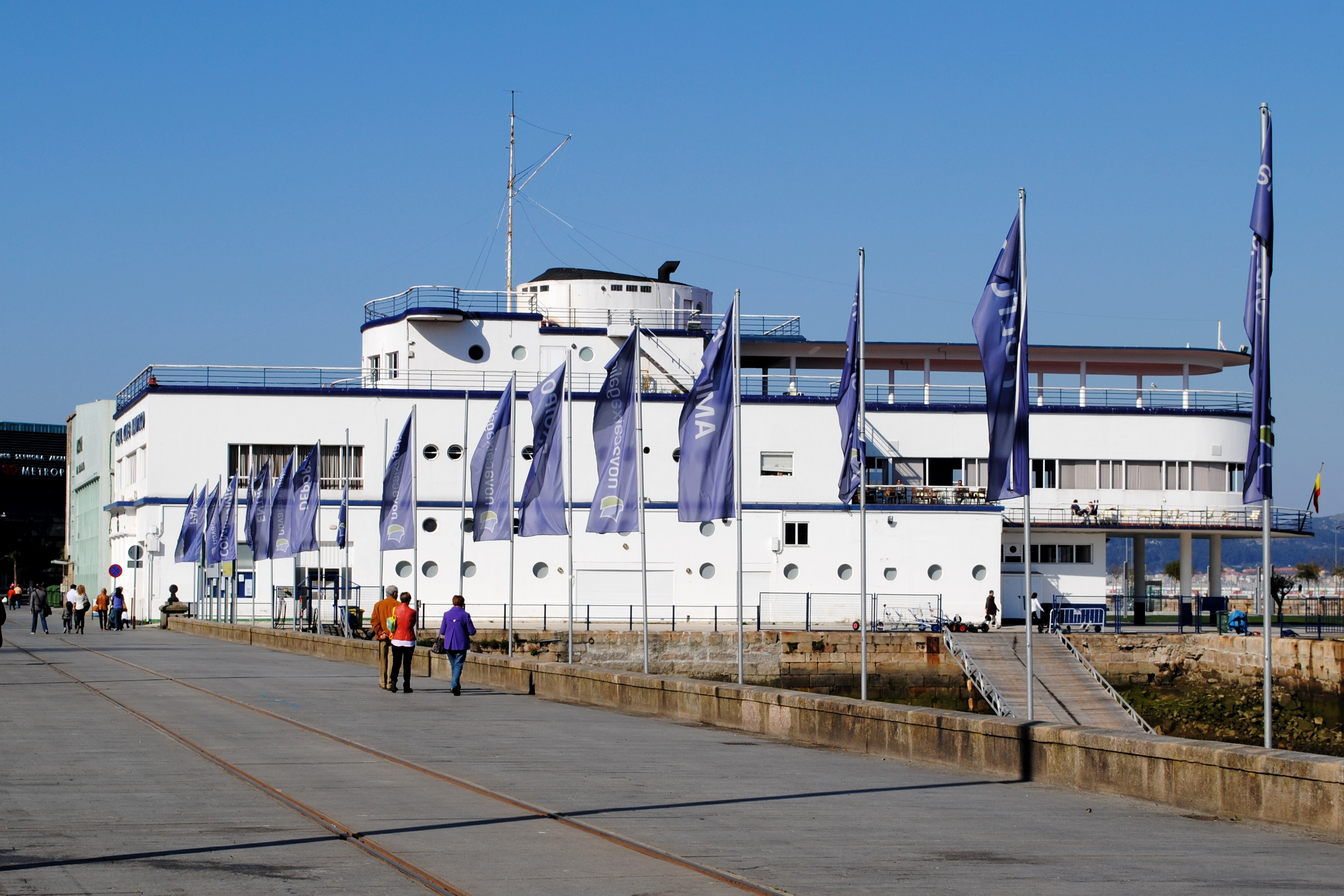
Real Club Náutico de Vigo, 1944.

Se licenció en Madrid en 1932. Fue delegado del Instituto Nacional de la Vivienda para el norte de España. A partir de 1940 se asoció con Francisco Castro Represas en Vigo, y trabajaron juntos hasta 1988. En su obra, que evolucionó del eclecticismo al racionalismo, destaca el empleo del granito, el uso de balconadas y de cornisas corridas.

## Obra

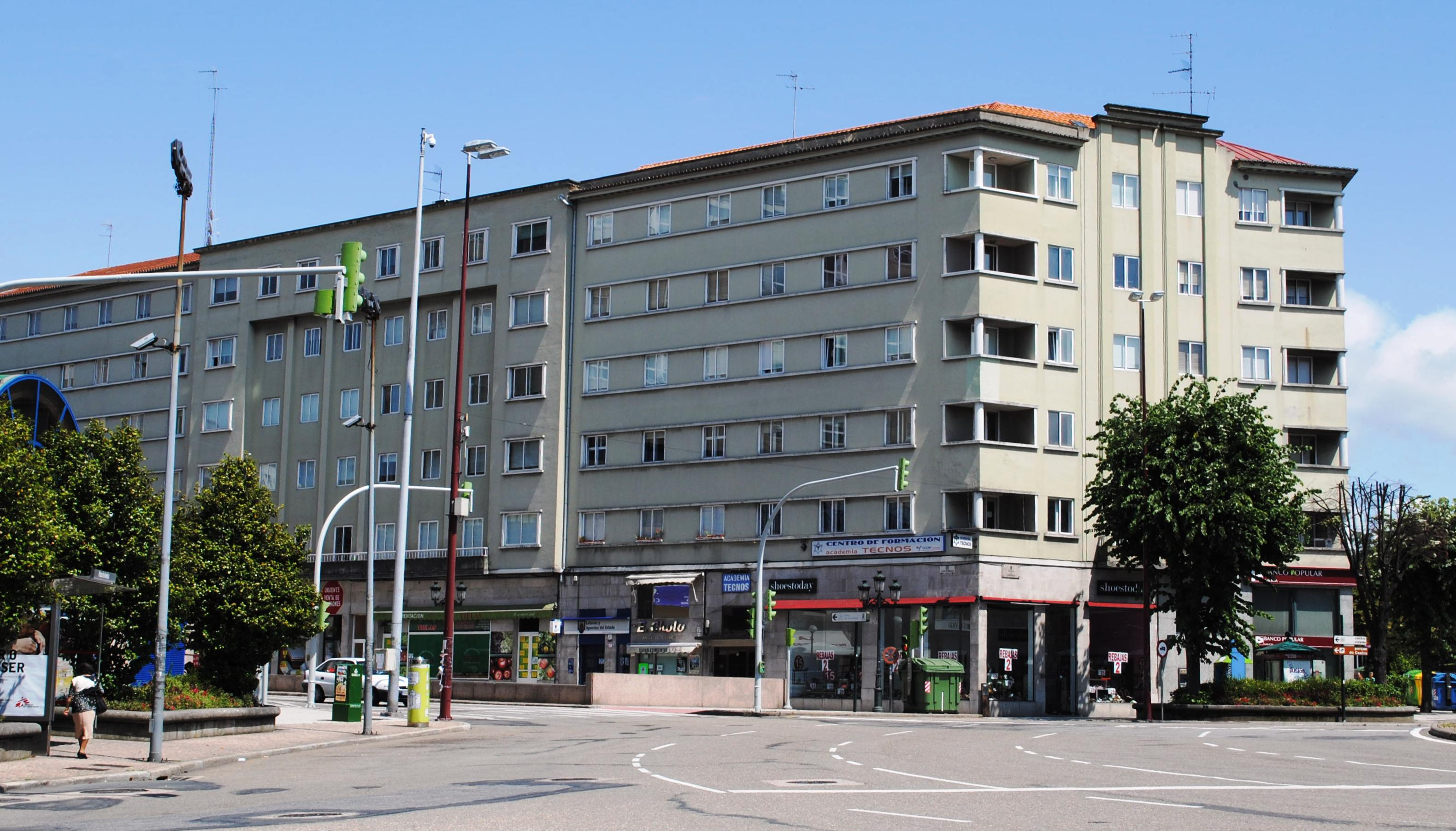
Edificio Pernas (1941) desde la Plaza de América.

- El Edificio Ribas, en la calle Marqués de Valladares 22, esquina con la calle Colón.
- Los números 4 y 6 de la plaza de Compostela.
- El Edificio Barreras (1940) en la calle Colón.
- El Edificio Pernas (1941) que ocupa todo el callejero formado por la Gran Vía con las calles López Mora y Ramón González Sierra.
- El Edificio Albo (1942) en la Gran Vía esquina Urzaiz.[2]
- El Real Club Náutico de Vigo (1944-45).
- El Edificio Miguel Seijo Tardío (1945).[3]
- El Edificio comercial para José González (1949), en la calle Marqués de Valladares.[4]